# Parastegophilus paulensis
Parastegophilus paulensis är en fiskart som först beskrevs av Miranda Ribeiro, 1918.  Parastegophilus paulensis ingår i släktet Parastegophilus och familjen Trichomycteridae. Inga underarter finns listade i Catalogue of Life.